# 저비용 항공사 목록
아래의 저비용 항공사 목록은 본사가 위치한 나라를 기준으로 정렬되어 있다.

## 아프리카
| 케냐 - 플라이540 - 점보제트 모로코 - 에어 아라비아 모로코 모잠비크 - 패스트제트 모잠비크 남아프리카공화국 - 쿨룰라 에어 - 플라이사페어 - 망고 항공 |  | 이집트 - 에어 아리바아 이집트 - 에어 카이로 - 나일 에어 - 플라이 이집트 - 플라이 알후라 탄자니아 - 패스트제트 탄자니아 짐바브웨 - 짐바브웨 플라이아프리카컴 - 패스트제트 짐바브웨 |

## 아메리카
| 미국 - 얼리전트 항공 - 프론티어 항공 - 제트블루 항공 - 사우스웨스트 항공 - 스피릿 항공 - 선 컨트리 항공 - 버진 아메리카 캐나다 - 웨스트제트 - 선윙 항공 - 에어캐나다 루즈 멕시코 - 인터제트 - 비바 아에로버스 - 볼라리스 항공 코스타리카 - 볼라리스 코스타리카 |  | 브라질 - 아줄 브라질 항공 - GOL 항공 아르헨티나 - 플라이본디 - 노르웨이 에어 아르헨티나 칠레 - 스카이 에어라인 - 제트스마트 콜롬비아 - 이지플라이 - 비바 콜롬비아 - 윙고 페루- 비바 에어 페루 온두라스 - 이지스카이 |

## 아시아
| 방글라데시 - GMG 항공 - 노보 에어 - 유나이티드 항공 - US 방글라 항공 중국 - 주위안 항공 - 럭키 에어 - 루일리항공 - 베이징 캐피탈 항공 - 우루무치 에어 - 웨스트 에어 - 장시 에어 - 차이나 유나이티드 항공 - 춘추 항공 - 컬러풀 구이저우 항공 홍콩 - 홍콩 익스프레스 항공 인도 - 에어 인디아 익스프레스 - 에어아시아 인디아 - 스페이스 제트 - 고에어 - 인디고 항공 인도네시아 - 인도네시아 에어아시아 - 윙즈 아바디 에어 - 라이온 에어 - 인도네시아 에어아시아 X - 시티링크 일본 - 일본춘추항공 - 스카이마크 항공 - 홋카이도 국제항공 - 솔라시드 항공 - 스타플라이어 - 제트스타 재팬 - 피치 항공 베트남 - 퍼시픽 항공 - 비엣젯 항공 |  | 대한민국 - 이스타항공 - 제주항공 - 진에어 - 에어부산 - 티웨이항공 - 에어서울 - 플라이강원 - 에어프레미아 말레이시아 - 에어아시아 - 에어아시아 X - 파이어플라이 - MAS 윙스 - 맬린도 에어 캄보디아 - 스카이 앙코르 항공 키르기스스탄 - 에어 마나스 - 페가수스 아시아 필리핀 - 세부 퍼시픽 - 세브고 - 에어아시아 제스트 - 필리핀 에어아시아 - PAL 익스프레스 스리랑카 - 미힌랑카 항공 싱가포르 - 스쿠트 태국 - 녹에어 - 타이 에어아시아 - 타이 에어아시아 X - 타이 라이온 에어 - 타이 스마일 항공 - 타이 비엣젯 항공 파키스탄 - 에어 블루 - 샤힌 에어 |

## 유럽
| 스위스 - 이지젯 스위스 스페인 - 레벨 항공 - 부엘링 항공 - 이베리아 익스프레스 - 볼로티아 항공 영국 - 모나크 항공 - 이지젯 - 플라이비 - 제트투컴 프랑스 - HOP! - 트랜스아비아닷컴 프랑스 - 프렌치비 독일 - 저먼윙스 아이슬란드 - 와우 에어 - 노르웨이 에어 인터내셔널 아일랜드 - 라이언에어 이탈리아 - 블루 파노라마 항공 - 어니스트 항공 |  | 라트비아 - 에어발틱 네덜란드 - 트랜스아비아닷컴 노르웨이 - 노르웨이 에어 셔틀 몰도바 - 플라이원 루마니아 - 블루 에어 러시아 - 포베다 항공 우크라이나 - 스카이업 튀르키예 - 오누르 에어 - 페가수스 항공 조지아 - 플라이 비스타 헝가리 - 위즈 에어 오스트리아 - 니키 항공 체코 - 스마트윙스 항공 |

## 중동
| 이스라엘 - UP 항공 쿠웨이트 - 자지라 항공 사우디아라비아 - 플라이나스 - 플라이아딜 - 사우디걸프 항공 |  | 아랍에미리트 - 에어 아라비아 - 플라이두바이 오만 - 살람 에어 요르단 - 에어 아라비아 요르단 예멘 - 펠릭스 항공 |

## 오세아니아
| 오스트레일리아 - 제트스타 항공 - 타이거 항공 오스트레일리아 - TOKELAU AIRLINES |

## 운항을 중단한 항공사
| 알제리 - 안티네아 항공 - 에코에어 인터내셔널 아르헨티나 - LAPA 오스트레일리아 - 에어 오스트레일리아 - 컴파스 항공 - 이스트웨스트 항공 - 임펄스 항공 - 선골드 항공 - 버진 블루 바레인 - 바레인 에어 모로코 - 제트포유 - 아틀라스 블루 벨기에 - 버진 익스프레스 바베이도스 - 레드제트 브라질 - BRA 항공 캐나다 - 에어 캐나다 탱고 - 캐나다 3000 - 그레이하운드 에어 - 하모니 항공 - 젯츠고 - 비스타제트 - 와드에어 - 지프 항공 - 줌 항공 키프로스 - 헬리오스 항공 덴마크 - 스털링 항공 - 트랜스아비아닷컴 덴마크 에콰도르 - 이카로 에어 페로 제도 - 파로제트 핀란드 - 플라잉 핀 - 블루원 프랑스 - 에어 터키오즈 - 플라이웨스트 독일 - 에어 베를린 - HLX 항공 - DBA 항공 - OLT 익스프레스 독일 홍콩 - 오아시스 홍콩 항공 아이슬란드 - 아이슬란드 익스프레스 인도네시아 - 애덤에어 - 바타비아 항공 아일랜드 - 제트그린 항공 - 제트 매직 이탈리아 - 에어원 - 에어서비스 플러스 - 알파 이글스 - 볼라레 항공 - 클럽 에어 - 마이 에어 대한민국 - 영남에어 - 인천타이거항공 - 코스타항공 - 한성항공(현재는 티웨이 항공으로 사명변경) 일본 - 에어 넥스트 - 에어아시아 재팬 - 링크 에어 - 바닐라 에어 쿠웨이트 - 와타나 항공 리투아니아 - 스타원 항공 멕시코 - 에어로캘리포니아 - 알라디아 - 아비악사 - 아볼라르 - 멕시카나 클릭 - 리네아스 아에레아스 아즈테카 - 사로 - TAESA 네덜란드 - V 버드 네팔 - 코스믹 에어 - 플라이 네티 |  | 뉴질랜드 - 키위 항공 - 프리덤 에어 - 퍼시픽 항공 나이지리아 - 소소리소 항공 노르웨이 - 컬러 에어 - 필에어 파키스탄 - 보자 에어 - 사피 에어 - 에어로 아시아 필리핀 - 스프릿 오브 마닐라 항공 폴란드 - 에어 폴로니아 - 센트럴윙즈 - 다이렉트 플라이 - OLT 익스프레스 폴란드 - 겟제트 루마니아 - 플라이 루마니아 러시아 - 아비아노바 - 도브로렛 항공 - 스카이 익스프레스 세르비아 - 센타비아 싱가포르 - 발루 에어 슬로바키아 - 스카이유럽 남아프리카 공화국 - 벨벳 스카이 - 1타임 스웨덴 - 플라이미 - 플라이 노르딕 중화민국 - U랜드 항공 - 트랜스아시아 항공 - 원동항공 - V 에어 타이 - 솔라 에어 - 오리엔트 타이 항공 - 에어시암 우크라이나 - 위즈 에어 우크라이나 우루과이 - U 에어 영국 - 에어 스코틀랜드 - bmi 베이비 - 드본에어 - 듀오 항공 - 플라이글로브스팬 - 레이크 항공 미국 - 에어트랜 - ATA 항공 - 후터스 에어 - 인디펜던스 에어 - 키위 인터내셔널 항공 - 메트로제트 - 미드웨이 항공 - 내셔널 항공 - 퍼시픽 사우스웨스트 항공 - 펄 에어 - 피플 익스프레스 항공 - 세이프 에어 - 스카이버스 항공 - 스카이밸류 - 사우스이스트 항공 - 타워 에어 - 유나이티드 셔틀 - 뱅가드 항공 - 웨스턴 퍼시픽 항공 - USA 3000 항공 짐바브웨 - 풀라이쿰바 |

## 같이 보기
- 국책 항공사